# Euphyia inopiata
Euphyia inopiata är en fjärilsart som beskrevs av Felder 1875. Euphyia inopiata ingår i släktet Euphyia och familjen mätare. Inga underarter finns listade i Catalogue of Life.